# Coruche

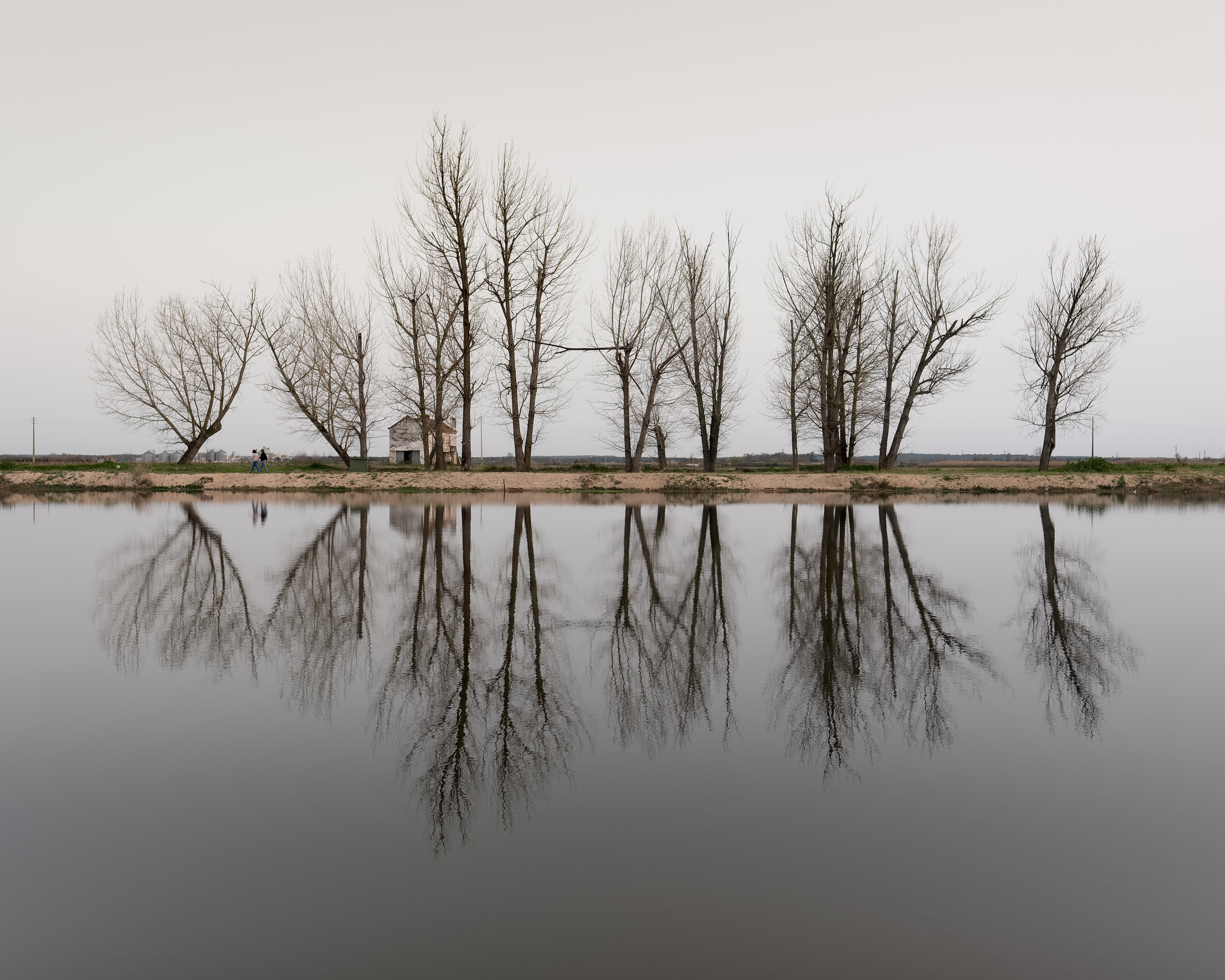
Le Rio Sorraia à Coruche en hiver. Janvier 2017.

Coruche est une municipalité (en portugais : concelho ou município) du Portugal, située dans le district de Santarém et la région du Ribatejo.
Composée de huit freguesias, elle s'étend sur 1 114 km2 et compte une population totale de près de 20 000 habitants.

## Géographie
Coruche est limitrophe :
- au nord, de Almeirim et Chamusca,
- au nord-est, de Ponte de Sor,
- à l'est, de Mora,
- au sud-est, de Arraiolos,
- au sud, de Montemor-o-Novo et une exclave de Montijo,
- à l'ouest, de Benavente,
- au nord-ouest, de Salvaterra de Magos.

## Démographie
| 1801  | 1849  | 1900  | 1930   | 1960   | 1981   | 1991   | 2001   | 2011   |
| ----- | ----- | ----- | ------ | ------ | ------ | ------ | ------ | ------ |
| 3 920 | 4 943 | 9 634 | 18 317 | 27 437 | 25 278 | 23 634 | 21 332 | 19 944 |

## Freguesias
- Biscainho
- Branca
- Coruche
- Couço
- Erra
- Fajarda
- Santana do Mato
- São José de Lamarosa